# Attheyella dentata
Attheyella dentata är en kräftdjursart som först beskrevs av Poggenpol 1874.  Attheyella dentata ingår i släktet Attheyella och familjen Canthocamptidae.

## Underarter
Arten delas in i följande underarter:
- A. d. dentata
- A. d. coronata